# Kasteel van Meauce
Het Kasteel van Meauce (Frans: Château de Meauce) is een kasteel in de Franse gemeente Saincaize-Meauce. Het is sinds 1971 een beschermd monument.